# 拉多斯
拉多斯（法語：Lados，法語發音：[ladɔs]）是法国吉伦特省的一个市镇，属于朗贡区。

## 地理
拉多斯（44°28'3"N, 0°8'51"W）面积6.49 平方千米，位于法国新阿基坦大区吉倫特省，该省份为法国西南部沿海省份，是法國本土面积最大的省，北起滨海夏朗德省，西临大西洋，南至朗德省，东南接洛特-加龍省，东临多爾多涅省。
与拉多斯接壤的市镇（或旧市镇、城区）包括：贝尔泰、巴扎斯、阿亚斯、布鲁凯朗、冈镇、拉贝斯科。
拉多斯的时区为UTC+01:00、UTC+02:00（夏令时）。

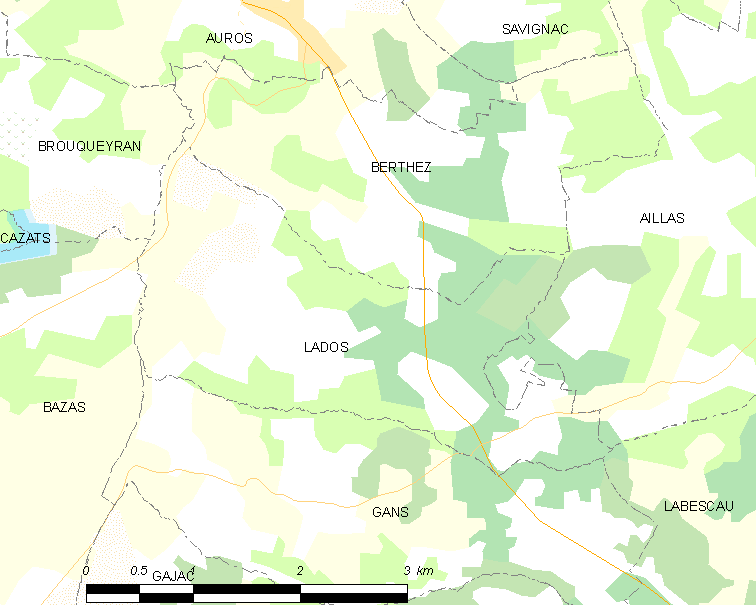
拉多斯的OSM定位图

## 行政
拉多斯的邮政编码为33124，INSEE市镇编码为33216。

## 政治
拉多斯所属的省级选区为勒雷奥莱-莱巴斯蒂德县。

## 人口

1962-2008年间拉多斯人口变化图示

拉多斯于2022年1月1日时的人口数量为178人。